# María Olivia Gazmuri
María Olivia Gazmuri Schleyer (Santiago, 1942) es una socióloga y política chilena, miembro del partido político Renovación Nacional (RN). Entre 1986-1992 y 1994-1996 se desempeñó como alcaldesa de La Reina. También fue miembro del grupo paramilitar Patria y Libertad durante los años 70.

## Vida personal
Hija de Renato Gazmuri Ojeda y Olivia Schleyer. Se casó con Jorge Rencoret Holley, actualmente se encuentran divorciados, con quien tuvo dos hijos, Jorge y Pedro.

## Carrera política
En la década de 1970 fue militante del Frente Nacionalista Patria y Libertad, donde fue parte de la comisión política y miembro del Frente Femenino. Durante el gobierno militar fue designada alcaldesa de La Reina, cargo que ejerció entre 1986 y 1992. Se presentó como candidata por la misma comuna en las elecciones municipales de 1992, las primeras desde el retorno a la democracia, donde obtuvo el segundo lugar tras Fernando Castillo Velasco, siendo alcalde por segunda vez entre 1994 y 1996. Fue concejal de La Reina entre 1996 y 2000, y lo es nuevamente a partir de 2004. En diciembre de 2019 es nombrada hija ilustre de La Reina.

## Historial electoral

### Elecciones municipales de 1992
- Elecciones municipales de 1992, para la alcaldía de La Reina[6]

| Candidato                  | Pacto                    | Partido | Votos  | %     | Resultado                   |
| -------------------------- | ------------------------ | ------- | ------ | ----- | --------------------------- |
| Fernando Castillo Velasco  | Concertación Democrática | DC      | 16 900 | 32,99 | Alcalde (primer período)    |
| María Gazmuri Schleyer     | Participación y Progreso | RN      | 9700   | 18,93 | Alcaldesa (segundo periodo) |
| Hernán Büchi Guzmán        | Participación y Progreso | UDI     | 5102   | 9,96  | Concejal                    |
| Sandra Papic               | Concertación Democrática | DC      | 3038   | 5,93  | Concejal                    |
| Martha Stefanowsky Bandyra | Participación y Progreso | RN      | 2995   | 5,85  | Concejal                    |
| Sara Campos Sallato        | Concertación Democrática | AHV     | 2362   | 4,61  | Concejal                    |

### Elecciones municipales de 1996
- Elecciones municipales de 1996, para la alcaldía de La Reina[7]

| Candidato                    | Pacto                    | Partido | Votos  | %     | Resultado |
| ---------------------------- | ------------------------ | ------- | ------ | ----- | --------- |
| Fernando Castillo Velasco    | Concertación Democrática | DC      | 14 929 | 31,09 | Alcalde   |
| María Gazmuri Schleyer       | Unión por Chile          | RN      | 10 547 | 21,97 | Concejal  |
| Elizabeth Armstrong González | Unión por Chile          | UDI     | 8129   | 16,93 | Concejal  |
| Sandra Papic                 | Concertación Democrática | DC      | 3745   | 7,80  | Concejal  |
| Martha Stefanowsky Bandyra   | Unión por Chile          | RN      | 2648   | 5,85  | Concejal  |
| Sergio Valderrama Saavedra   | Concertación Democrática | PR      | 1010   | 2,10  | Concejal  |

### Elecciones municipales de 2000
- Elecciones municipales de 2000, para la alcaldía de La Reina[8]

| Candidato                    | Pacto                    | Partido | Votos  | %     | Resultado |
| ---------------------------- | ------------------------ | ------- | ------ | ----- | --------- |
| Fernando Castillo Velasco    | Concertación Democrática | DC      | 17 973 | 35,66 | Alcalde   |
| Elizabeth Armstrong González | Alianza                  | UDI     | 12 587 | 24,97 | Concejal  |
| Luis Montt Dubournais        | Alianza                  | Ind-RN  | 12 064 | 23,93 | Concejal  |
| Adriana Muñoz Barrientos     | Concertación Democrática | PPD     | 2868   | 5,69  | Concejal  |
| María Gazmuri Schleyer       | Alianza                  | RN      | 1530   | 3,04  |           |
| Sergio Valderrama Saavedra   | Concertación Democrática | PR      | 839    | 1,66  | Concejal  |
| Andrés Ugarte Navarrete      | Alianza                  | UDI     | 182    | 0,36  | Concejal  |

### Elecciones municipales de 2004
- Elecciones municipales de 2004, para el concejo municipal de La Reina[9]

| Candidato                | Pacto                    | Partido | Votos | %     | Resultado |
| ------------------------ | ------------------------ | ------- | ----- | ----- | --------- |
| Francisco Olea Lagos     | Concertación Democrática | PS      | 4860  | 10,85 | Concejal  |
| Adriana Muñoz Barrientos | Concertación Democrática | PPD     | 5036  | 11,24 | Concejal  |
| María Gazmuri Schleyer   | Alianza                  | RN      | 5028  | 11,23 | Concejal  |
| Sara Campos Sallato      | Concertación Democrática | DC      | 4635  | 10,35 | Concejal  |
| Pamela Gallegos Mengoni  | Alianza                  | UDI     | 4905  | 10,95 | Concejal  |
| Andrés Ugarte Navarrete  | Alianza                  | UDI     | 3119  | 6,96  | Concejal  |

### Elecciones municipales de 2008
- Elecciones municipales de 2008, para el concejo municipal de La Reina[10]

| Candidato                  | Pacto                    | Partido | Votos | %     | Resultado |
| -------------------------- | ------------------------ | ------- | ----- | ----- | --------- |
| María Gazmuri Schleyer     | Alianza                  | RN      | 6386  | 14,11 | Concejal  |
| Tomás Fuentes Barros       | Alianza                  | RN      | 4793  | 10,59 | Concejal  |
| José Manuel Palacios Parra | Alianza                  | UDI     | 4479  | 9,90  | Concejal  |
| Francisco Olea Campos      | Concertación Democrática | PS      | 3395  | 7,50  | Concejal  |
| Pamela Gallegos Mengoni    | Alianza                  | UDI     | 3215  | 7,10  | Concejal  |
| Adriana Muñoz Barrientos   | Concertación Democrática | PPD     | 2603  | 5,75  | Concejal  |

### Elecciones municipales de 2012
- Elecciones municipales de 2012, para el concejo municipal de La Reina[11]

| Candidato                   | Pacto                    | Partido | Votos | %     | Resultado |
| --------------------------- | ------------------------ | ------- | ----- | ----- | --------- |
| José Manuel Palacios Parra  | Coalición                | UDI     | 6001  | 16,22 | Concejal  |
| Sara Campos Sallato         | Concertación Democrática | DC      | 3832  | 10,36 | Concejal  |
| María Gazmuri Schleyer      | Coalición                | RN      | 3377  | 9,13  | Concejal  |
| Francisco Olea Campos       | Concertación Democrática | PS      | 2381  | 6,44  |           |
| Pedro Davis Urzúa           | Por un Chile justo       | Ind.    | 1948  | 5,26  | Concejal  |
| Janett Fernández Pizarro    | Coalición                | RN      | 1752  | 4,74  |           |
| Pamela Gallegos Mengoni     | Coalición                | UDI     | 1702  | 4,60  | Concejal  |
| Adriana Muñoz Barrientos    | Concertación Democrática | PPD     | 1542  | 4,17  | Concejal  |
| Mauricio Valderrama Venegas | Por un Chile justo       | PR      | 1204  | 3,25  |           |
| Nicolás Preuss              | Concertación Democrática | DC      | 1172  | 3,17  | Concejal  |
| Nicolás Menares Morales     | El Cambio por Ti         | PRO     | 1022  | 2,76  |           |
| Emilio Edwards Gandarillas  | Coalición                | UDI     | 760   | 2,05  | Concejal  |

### Elecciones municipales de 2016
- Elecciones municipales de 2016, para el concejo municipal de La Reina[12]

| Candidato                    | Pacto                   | Partido | Votos | %    | Resultado |
| ---------------------------- | ----------------------- | ------- | ----- | ---- | --------- |
| Sara Campos Sallato          | Nueva Mayoría           | DC      | 2683  | 8,65 | Concejal  |
| María Gazmuri Schleyer       | Chile Vamos             | RN      | 2266  | 7,31 | Concejal  |
| María Rubio Salinas          | Cambiemos la Historia   | RD      | 1913  | 6,17 | Concejal  |
| Pamela Gallegos Mengoni      | Chile Vamos             | UDI     | 1548  | 4,99 | Concejal  |
| Manuel Covarrubias Cerda     | Chile Vamos             | UDI     | 1503  | 4,85 | Concejal  |
| Rodolfo del Real Mihovilovic | Chile Vamos             | RN      | 1302  | 4,20 | Concejal  |
| Emilio Edwards Gandarillas   | Chile Vamos             | UDI     | 1041  | 3,36 |           |
| Adriana Muñoz Barrientos     | Nueva Mayoría           | PPD     | 1007  | 3,25 | Concejal  |
| Benjamín Palacios Urzúa      | Chile Vamos             | UDI     | 982   | 3,17 |           |
| Christian Pomar Rodríguez    | Chile Vamos             | UDI     | 981   | 3,16 |           |
| Fernando Encina Waissbluth   | Alternativa Democrática | PH      | 915   | 2,95 |           |
| Mauricio Valderrama Venegas  | Nueva Mayoría           | PR      | 845   | 2,72 |           |
| Álvaro Delgado Martínez      | Nueva Mayoría           | DC      | 837   | 2,70 | Concejal  |